# Belemnia jovis
Belemnia jovis är en fjärilsart som beskrevs av Butler 1875. Belemnia jovis ingår i släktet Belemnia och familjen björnspinnare. Inga underarter finns listade i Catalogue of Life.